# Macintosh SE/30
Macintosh SE/30は、1989年1月から1991年10月までApple Computerが設計製造販売を行ったパーソナルコンピュータ。オリジナルの白黒画面のCompact Macintoshシリーズの中では最速モデルである。
SE/30は白黒モニターとサードパーティ製アクセラレーター、ネットワークカード、ディスプレイアダプターをサポートする一つのProcessor Direct Slot（SE/30とアーキテクチャーが共通なIIfxのNuBusスロットではない）を備えている。RAMは公式には32 MBまでがサポートされていたが、SE/30は128 MB（当時としては巨大なRAMである）まで拡張可能で、さらに40ないし80 MBのハードディスクドライブが搭載されていた。コンパクトマックでは初めて標準で1.44 MBの高密度フロッピーディスクドライブを搭載した（後にSEにも標準搭載になったが、初期のバージョンでは非搭載だった）。SE/30の威力は、英国で最初のカラータブロイド紙である This Week を、個人用のデスクトップコンピューターで、新しいディジタルプリプレス技術を使用して作成することで実証された。Apple II+からPower Macintosh G3が発表されるまでのAppleの慣習に従って、通常のSEをSE/30へと変換するためのロジックボード・アップグレードが提供された。これによってフロッピードライブが800 KB（2DD）仕様であることを除いてSEはSE/30と同様のスペックとなる。アップグレード・セットにはオリジナルのSEのフロントケースをSE/30のものに交換する新しいケースが同梱されていた。
当時の命名規則では、Appleは68030プロセッサーの存在を表すのにモデル名に "x" の文字を付加していた。Macintosh SEが68030プロセッサーでアップグレードされた際に、気まずい問題が起こった。Appleは自社の新しいコンピューターに"Macintosh SEx"と命名したくなかったのだ。かくして、"Se/30"が選ばれた。社内的には、開発コードネームしてGreen Jade、Fafir、Roadrunnerが用いられた。
SE/30は1991年に、同じプロセッサーと同じクロック周波数であるにもかかわらず16bitのデータパスのためにこの機種の60%の処理速度しかなく、10 MBのメモリーがサポートされず、内部拡張スロットもなく、モトローラMC68882浮動小数点プロセッサーもオプション設定となったMacintosh Classic IIへと置き換えらえた。

## ハードウェア
32 bit命令を使用しているにもかかわらず、SE/30のROMはIIxと同様にいくつかのコードには24bitアドレッシングが含まれており、ROMは「32bitダーティ」と表現された。このことはSystem 6.0.8のもとでアクセスできるRAMの実容量を8 MBに制限していた。MODE32と呼ばれるシステム機能拡張がSystem 6.0.8の下でもインストールされた拡張メモリーへのアクセスを可能にした。System 7.0からSystem 7.5.5の下で、SE/30は128 MBまでのRAMを使うことができる。あるいは、ROM SIMMをMac IIsiないしIIfxのものと交換することによってSE/30を「32bitクリーン」とすることができ、それによって128 MBまでのRAMとSystem 7.5からOS 7.6.1の使用が可能となる。
標準状態のSE/30ではSystem 7.5.5までを実行可能だが、Mac OS 7.6を実行するためには32bitクリーンなROMが必要である。
さらに、SE/30ではMacintoshのプログラムを実行することができるAppleの古いバージョンのUnixであるA/UXを実行することが可能である。
SE/30のための公式なアップグレードパスは存在しないが、いくつかのサードパーティ製プロセッサー・アップグレードが利用可能である。68040アップグレードはMac OS 8.1の実行を可能にし、SE/30の製品寿命を何年にも渡って延長した。SE/30のProcessor Direct Slotに取り付けられるマイクロン・テクノロジの Xceedグレイスケール30ビデオカードは、カラーではない白黒の内蔵モニターを持つコンパクトマックに唯一グレースケール表示を可能にした。

## モデル
- Macintosh SE/30:[9] 複数の構成が購入可能だった。
  - US$4,369 （1MB RAM、HDDなし）
  - US$4,869 （1MB RAM, HDD 40MB）
  - US$6,569 （4MB RAM, HDD 80MB）

## 評価
ブルース・F・ウェブスターは1989年3月のMacworld誌にSE/30は「新境地を開拓したわけではなかった。しかしながら、この機種はクラシックマック製品ラインへのAppleの取り組みを確立するものであり、ユーザーにAppleによる小さくて遅いマックでも、大きくて速いマックでもない代替手段を提供する。さらに重要なのは新しいレベルのパワーと可搬性でMacintoshファミリーのギャップをうめることである」と書いている 。
2009年1月のMacworld誌では、Macintoshの25周年を記念して業界コメンテーター、TidBITSのアダム・C・エングスト、Daring Fireballのジョン・グルーバー、Ars Technicaのジョン・シラキューサの3人が歴代Macの中で最も好きなモデルとしてSE/30を挙げている。グルーバーは「他の偉大なMacと同じように、SE/30もデビューしたばかりの時は素晴らしいシステムではなく、その後何年にもわたって非常に使いやすくなっています。オリジナルのMacの時代を考える時、私の頭の中にあるマシンはSE/30です」と書いている。
SE/30は現在でも愛好家たちに人気があり、「Appleが作った最高のコンピューター」と評され、中古でも当時の他のマシンと比べてかなりの高額で取引されている。PDSを使った現代的なアップグレードによって、SE/30の内蔵モニターで256階調のグレイスケール表示を可能としたり（このようなアップグレードをサポートした唯一のオリジナルデザインのMacintosh）、68040プロセッサーを搭載することができ、さらにSE/30の標準での128 MBのRAM容量の制限はColor ClassicやMacintosh LC IIなどのずっと後のモデルでさえも大幅に凌駕していた。2018年には、SE/30にWiFiやSpotifyのストリーミング対応まで追加できるアドオンやソフトウェアが登場した。

## 大衆文化
- NBCのテレビドラマ『となりのサインフェルド』では、ジェリーは最初のシーズンにSE/30を自分のデスクに置いている。これはPowerBook DuoやTwentieth Anniversary Macintoshなどの多くのMacの中で、彼のデスクを占有する最初のMacだった。
- FXのドラマシリーズ『フィラデルフィアは今日も晴れ』のエピソード「THe Gang Gives Back」では、ウェイトレスが自身の寝室のデスクにMacintosh SE/30を置いている。
- 映画『ウォッチメン』では、オジマンディアスの机の上に、TEMPEST（漏洩電磁波の防磁処理）でシールドされた全体が黒いSE/30が置かれている[14]。